# Chương trình tạp kỹ Nhật Bản
Chương trình tạp kỹ Nhật Bản là dạng chương trình truyền hình giải trí được tạo nên từ đa dạng các trò biểu diễn nguy hiểm, trình diễn âm nhạc, hài kịch ngắn, cuộc thi đố cũng như các hoạt động khác. Các chương trình tạp kỹ Nhật Bản trội hơn hẳn khi được làm theo phong cách kỳ quái và cực kỳ cuồng nhiệt nhằm mục đích giải trí, và chủ yếu được lên lịch chiếu trong khung giờ vàng trên sóng truyền hình. Những chương trình dạng này thường đặc trưng với nhiều MC nhưng không giới hạn trong phạm vi là người nổi tiếng, diễn viên hài hay thần tượng J-pop, v.v...